# Stegana minor
Stegana minor är en tvåvingeart som beskrevs av Oswald Duda 1927. Stegana minor ingår i släktet Stegana och familjen daggflugor.
Artens utbredningsområde är Costa Rica. Inga underarter finns listade i Catalogue of Life.